# Ana Mendes Godinho
Ana Manuel Jerónimo Lopes Correia Mendes Godinho (née le 29 juin 1972) est une juriste, fonctionnaire et femme politique portugaise du Parti socialiste portugais (PS) qui est ministre du Travail, de la Solidarité et de la Sécurité sociale au sein du gouvernement portugais de 2019 à 2024, après avoir été secrétaire d'État au Tourisme. Lors des élections nationales de mars 2024, elle est élue à l'Assemblée nationale portugaise en tant que seule représentante du PS dans la circonscription de Guarda.

## Jeunesse et carrière
Ana Manuel Jerónimo Lopes Correia Mendes Godinho est née à Lisbonne, le 29 juin 1972, dans une famille de Vila Nova de Foz Côa. Elle fait ses études secondaires au Colégio Mira Rio de Lisbonne, un établissement privé lié à l'Opus Dei. Elle est diplômée en droit de la Faculté de Droit de l'Université de Lisbonne et suit des études de troisième cycle en droit du travail. Après un stage juridique, elle devient conseillère juridique auprès du Ministère de la Défense Nationale portugais puis de la Direction Générale du Tourisme, entre 1997 et 2001. Elle est inspectrice du travail qualifiée et dirige depuis 2001 le département de soutien à l'activité d'inspection de l'Autorité portugaise pour les conditions de travail (ACT). Elle est vice-présidente de l'Autorité nationale du tourisme portugaise (Turismo de Portugal) et membre du conseil d'administration de deux sociétés touristiques. Elle coordonne le diplôme de troisième cycle en droit du tourisme à l'Université de Lisbonne,,,.

## Carrière politique
Mendes Godinho est adjointe et cheffe de cabinet du secrétaire d'État au Tourisme, Bernardo Trindade, dans le premier gouvernement dirigé par le Premier ministre José Sócrates à partir de 2005. Elle représente le Portugal au Comité technique du tourisme et des services connexes de l’Organisation internationale de normalisation. En 2015, elle devient secrétaire d’État au Tourisme dans le premier gouvernement d’António Costa.
En 2019, Mendes Godinho devient ministre du Travail, de la Solidarité et de la Sécurité sociale dans le deuxième gouvernement de Costa,,,. Elle est reconduite à ce poste à la suite des élections législatives portugaises de 2022. En tant que ministre, elle présente un projet de loi visant à interdire aux entreprises portugaises de contacter leurs employés en dehors des heures de travail et à les obliger à assumer leurs frais supplémentaires d'énergie et de communication dans le cadre de ce que le Financial Times a décrit comme « l’une des lois européennes les plus favorables aux salariés pour réglementer le télétravail. ».